# As We May Think

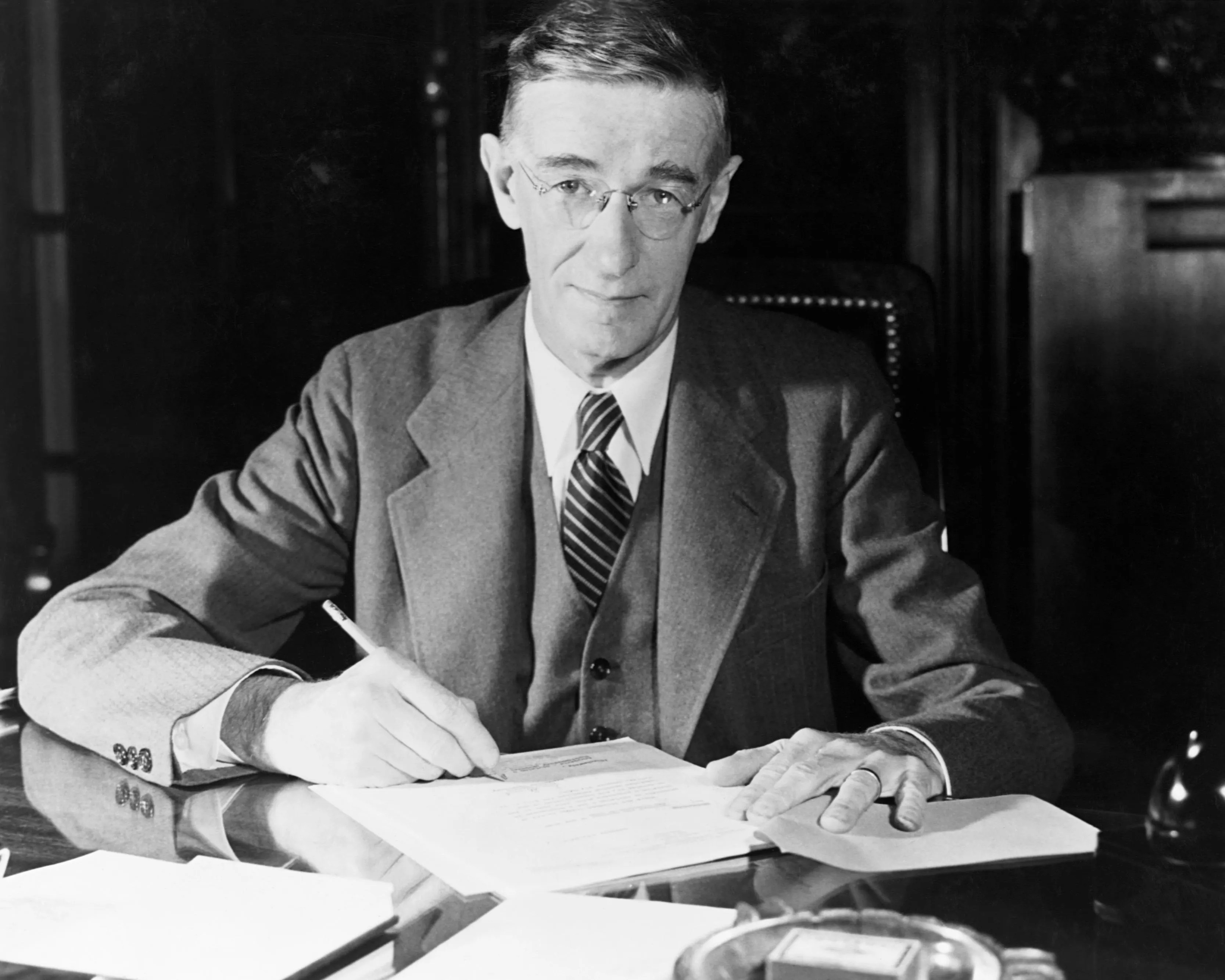
Vannevar Bush entre 1940 et 1944.

« As We May Think » (en français, « Comme nous pourrions penser ») est un article écrit par Vannevar Bush, et publié pour la première fois dans The Atlantic Monthly en juillet 1945, soit un mois avant les bombardements atomiques d’Hiroshima et Nagasaki. Il développe l'idée qu'au lendemain de la Seconde Guerre mondiale, la recherche scientifique devra se consacrer à améliorer les moyens matériels permettant l'accès à toute la connaissance humaine. Avec l'augmentation du nombre de documents et de ressources, un des enjeux de la recherche devient de trouver la bonne information. La recherche documentaire manuelle lui paraît donc inadaptée. Vannevar considère qu'il est nécessaire de faire innover la science de la documentation (fournir la bonne information, à travers le document, à ceux qui en ont besoin), car il est nécessaire d'accéder efficacement aux savoirs du passé de façon à les dépasser.  
L'article de Bush décrit quelque chose qui ressemble beaucoup au World Wide Web d'aujourd'hui (en fait, certains mécanismes imaginés par Vannevar Bush ne sont toujours pas aisément réalisables). En effet, il annonce ce que sera la navigation par lien hypertexte. Le système, appelé Memex, était basé sur ce qu'il pensait être la technologie d'avenir : les microfilms à ultra haute-résolution, couplés avec des écrans et des caméras pilotés par des contrôleurs électromécaniques.